# 캘빈 하워드 윌킨스 주니어
캘빈 하워드 윌킨스 주니어(Calvin Howard Wilkins, Jr., 1938년 2월 19일 ~ 2016년 12월 6일)는 미국 기업인 출신 외교관 겸 정치인이다. 제럴드 포드 대통령에게 첫 발탁된 그는 로널드 레이건 대통령에게 중용되었다.

## 생애

### 주요 이력
- 前 미국 공화당 농업경제개혁특보위원
- 前 네덜란드 주재 미국 대사관 예하 부대사
- 前 네덜란드 주재 미국 대사관 대사 직무대행 임시서리
- 前 네덜란드 주재 미국 대사관 대사
- 前 미국 캔자스 위치토 대학교 국제관계학과 겸임교수